# Jardinage en conteneur

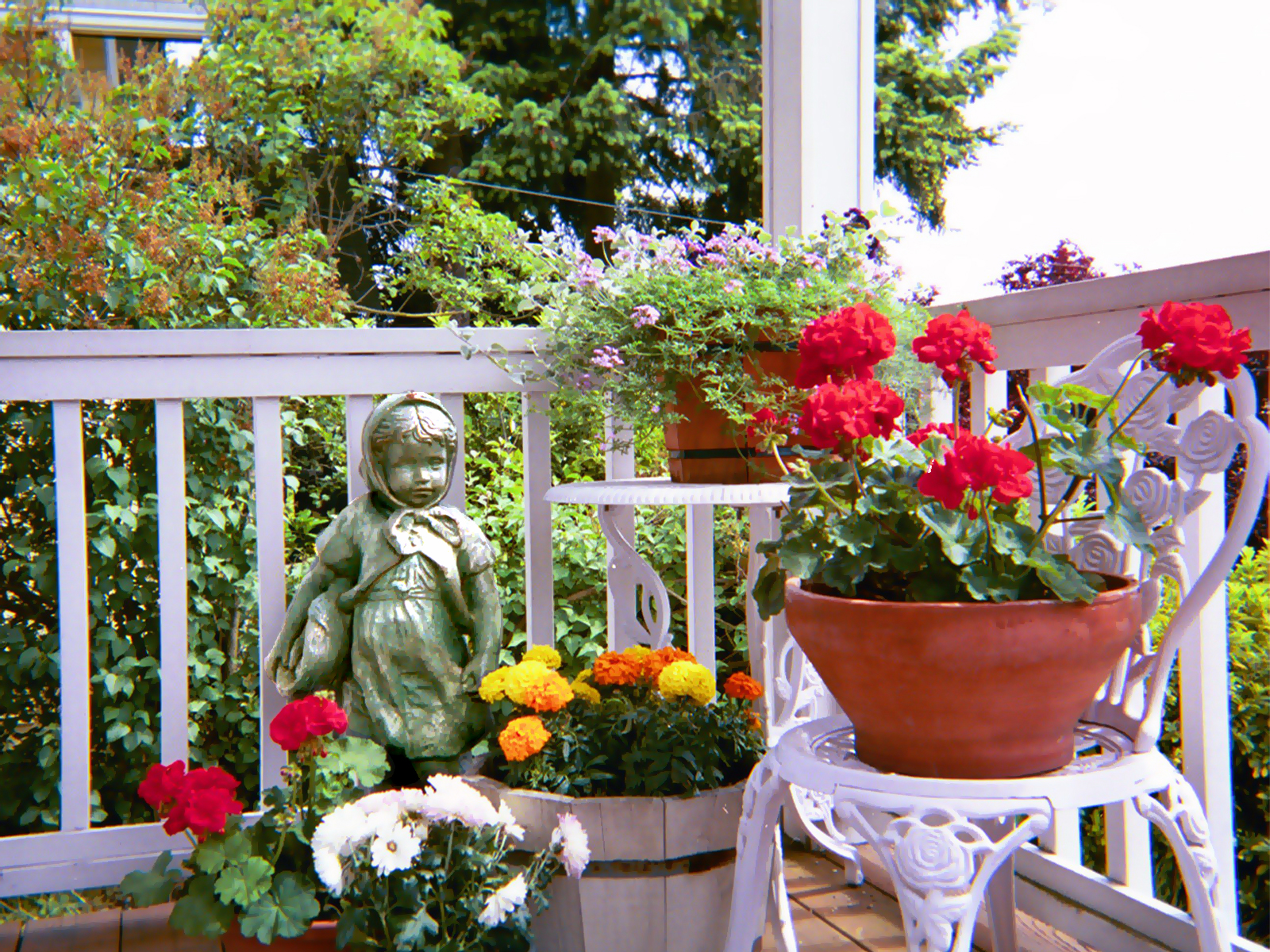
Jardin en bacs sur le porche d'entrée.

Le jardinage en conteneur ou le jardinage/agriculture en pot est la pratique consistant à faire pousser des plantes, y compris des plantes comestibles, exclusivement dans des conteneurs au lieu de les planter dans le sol. Un conteneur dans le jardinage est un petit objet fermé et généralement portable utilisé pour présenter des fleurs ou des plantes vivantes. Il peut prendre la forme d'un pot, d'une boîte, d'un bac, d'un panier, d'une boîte de conserve, d'un tonneau ou d'un panier suspendu (en). 

## Méthodes
Les pots, traditionnellement en terre cuite mais maintenant plus couramment en plastique, et les jardinières sont les plus courants. Les petits pots sont appelés pots de fleurs. Dans certains cas, cette méthode de culture est utilisée à des fins ornementales. Cette méthode est également utile dans les régions où le sol ou le climat ne convient pas à la plante ou à la culture en question. L'utilisation d'un contenant est aussi généralement nécessaire pour les plantes d'intérieur. De plus, cette méthode est populaire pour l'horticulture urbaine et le jardinage urbain sur les balcons d'appartements et de condominiums où les jardiniers n'ont pas accès au sol pour un jardin traditionnel.

### Espèces
De nombreux types de plantes conviennent au conteneur, notamment les fleurs décoratives, les herbes, les cactus, les légumes et les petits arbres et arbustes. Les herbes et les petites plantes comestibles comme les piments et la roquette peuvent être cultivées à l'intérieur de la maison, si la lumière et la ventilation sont suffisantes, et sur les terrasses extérieures, on peut planter des légumes plus gros[réf. nécessaire].

## Plantation

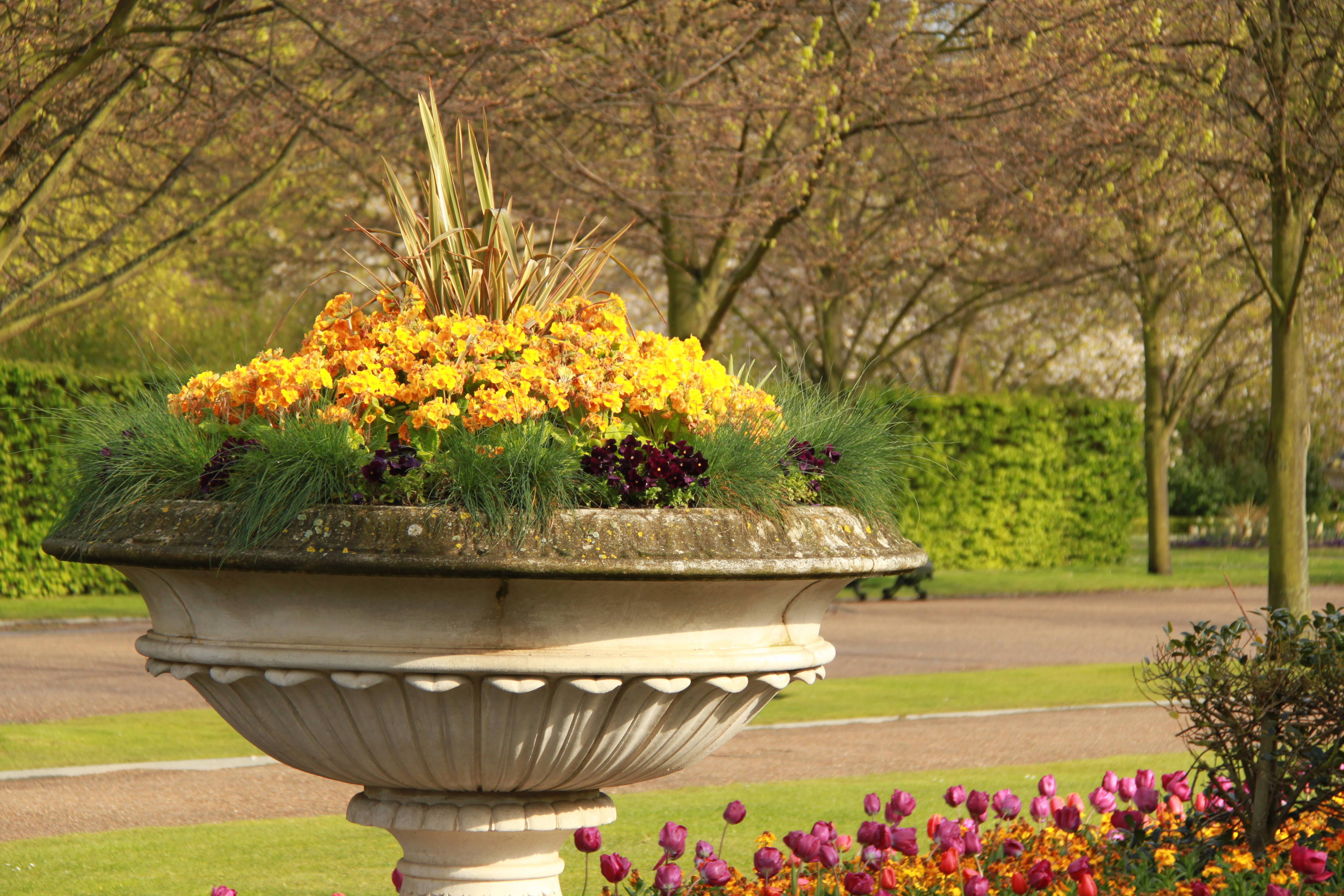
Une jardinière ornementale à Regent's Park, dans le centre de Londres, en Angleterre.

Les conteneurs vont du simple pot en plastique à la tasse à thé, en passant par des systèmes d'irrigation complexes à arrosage automatique. Cette souplesse de conception est une autre raison pour laquelle le jardinage en conteneurs est populaire auprès des cultivateurs. On les trouve sur les porches, les marches d'entrée et, en milieu urbain, sur les toits. Les jardinières sous-irriguées (en) (SIP) sont un type de conteneur qui peut être utilisé dans les jardins en conteneurs,.

## Remise en pot
Le rempotage consiste à placer une plante déjà empotée dans un pot plus grand ou plus petit. On utilise normalement un pot qui convient mieux au système racinaire de la plante. Les plantes sont généralement rempotées en fonction de la taille de leur système racinaire. La plupart des plantes doivent être rempotées toutes les quelques années parce qu'elles deviennent « liées au pot » ou « liées aux racines ». Les racines d'une plante peuvent sentir son environnement, y compris la taille du pot dans lequel elle se trouve, et augmenter la taille du pot permet à la plante d'augmenter proportionnellement. 

## Galerie

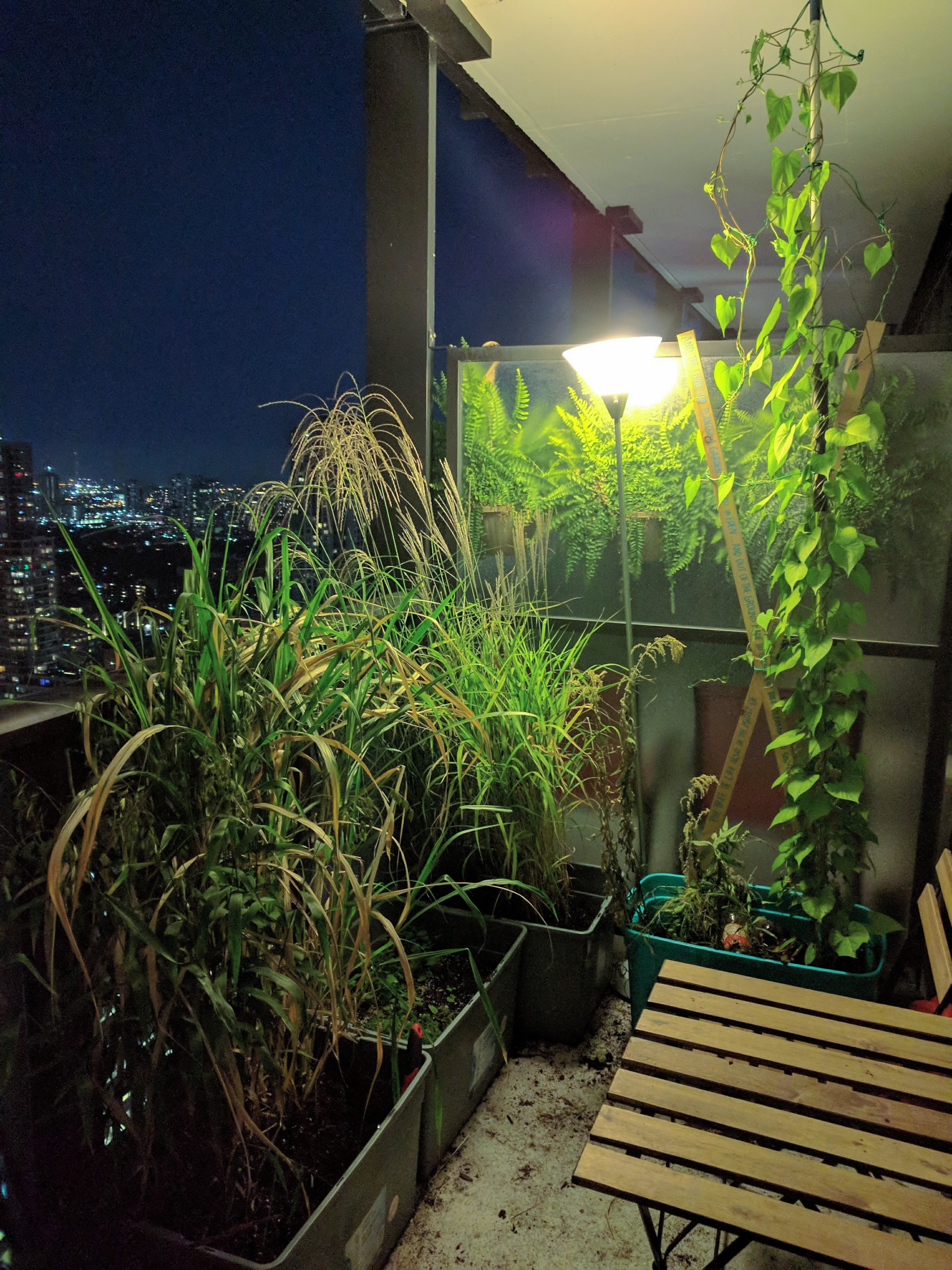
Jardinage sur le balcon la nuit.
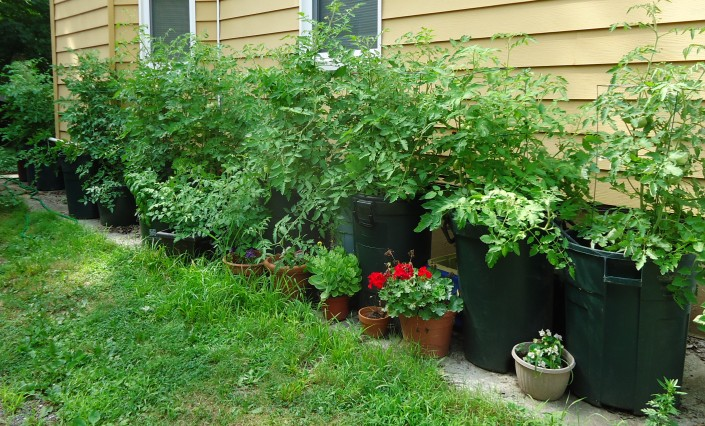
Des plants de tomates poussant dans une ferme en pot à côté d'une petite maison dans quinze poubelles remplies de terre.
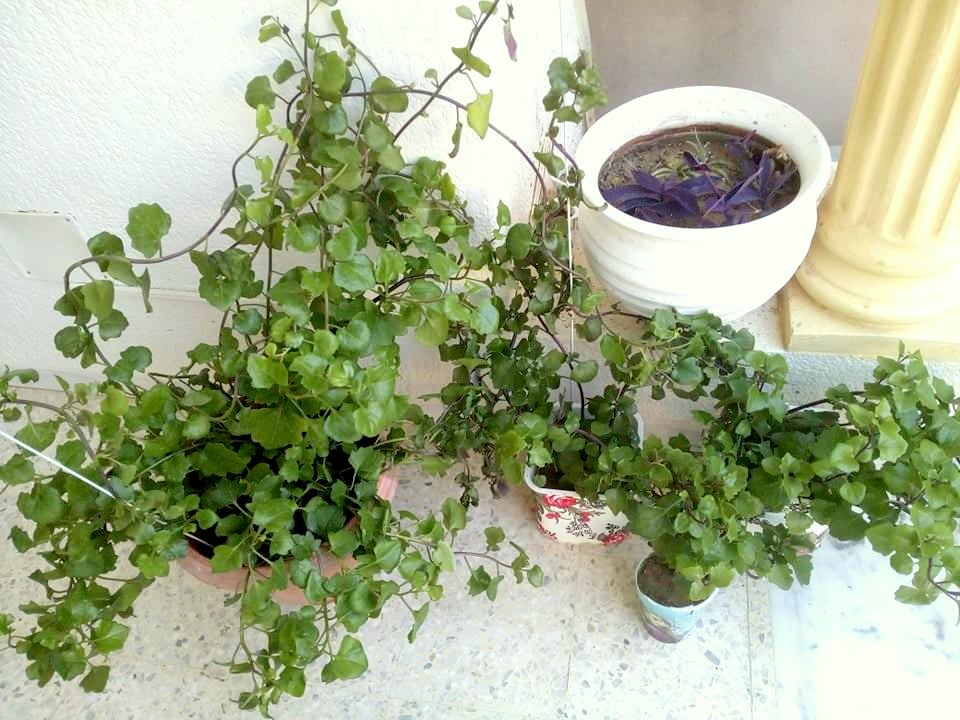
Senecio angulatus poussant dans des pots en argile et en plastique sur une véranda.